# Фенофлавин
Фенофлавин —  жёлтый азопигмент, получаемый при взаимодействии диазоамидобензолсульфокислоты и амидосульфофеноловой кислоты. Представляет собой порошок желтого цвета, легко растворимый в воде. Употребляется для окрашивания шерсти и шёлка в кислой ванне, причем получаются золотисто-желтые оттенки цвета, не отличающиеся большой прочностью по отношению к свету и мылу.